# So na Caçana

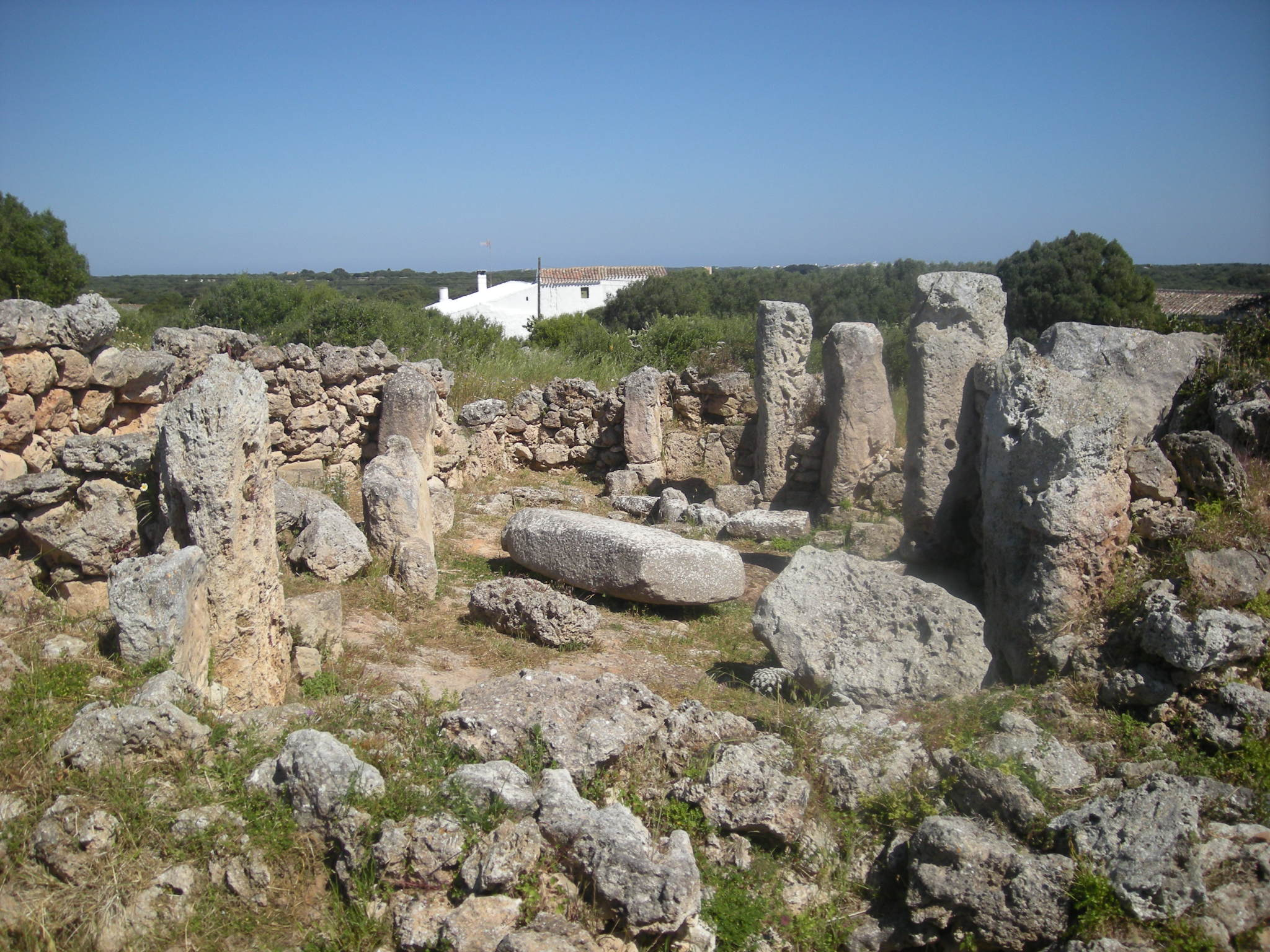
Estructura doméstica de So na Caçana

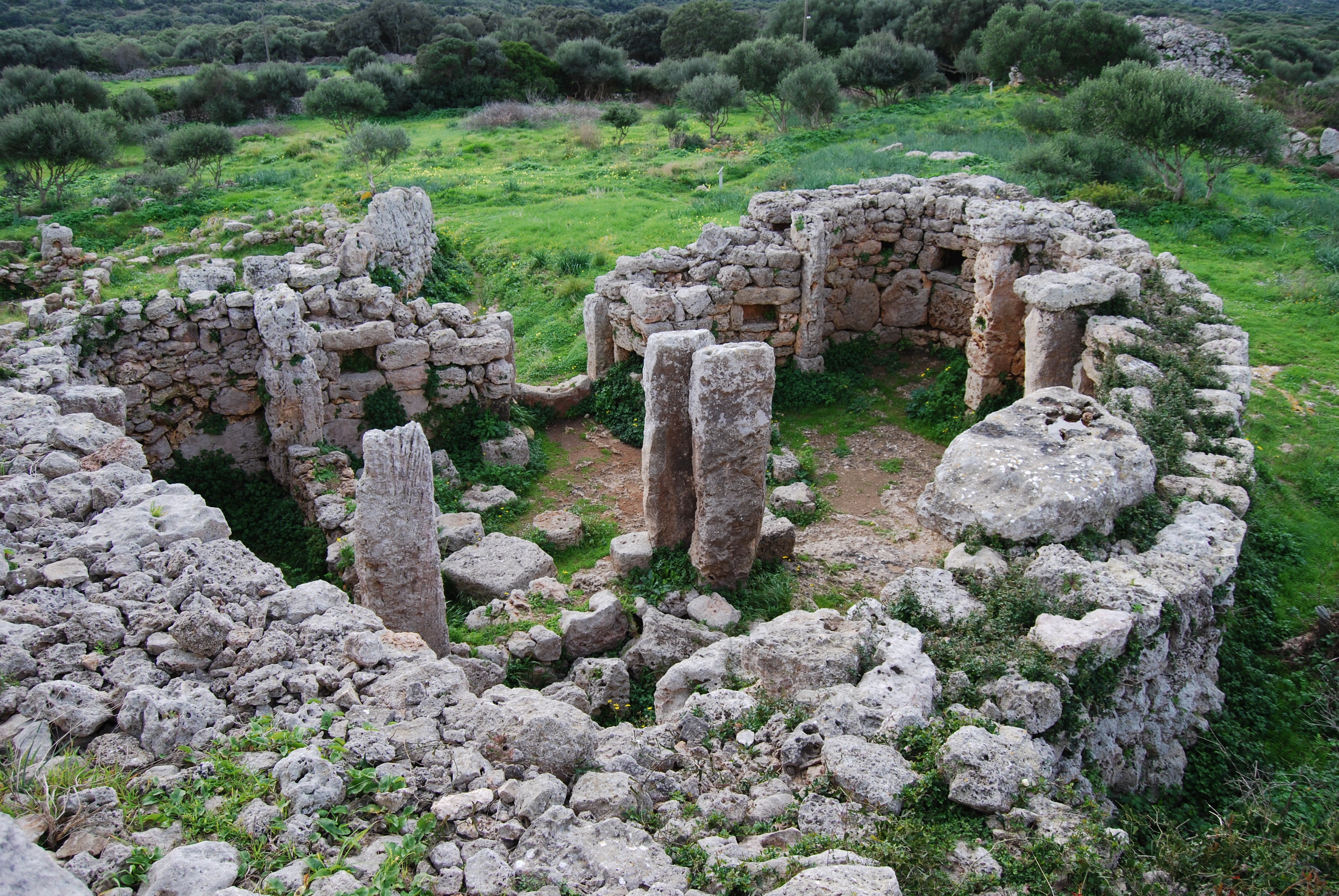
Posible edificio religioso de So na Caçana

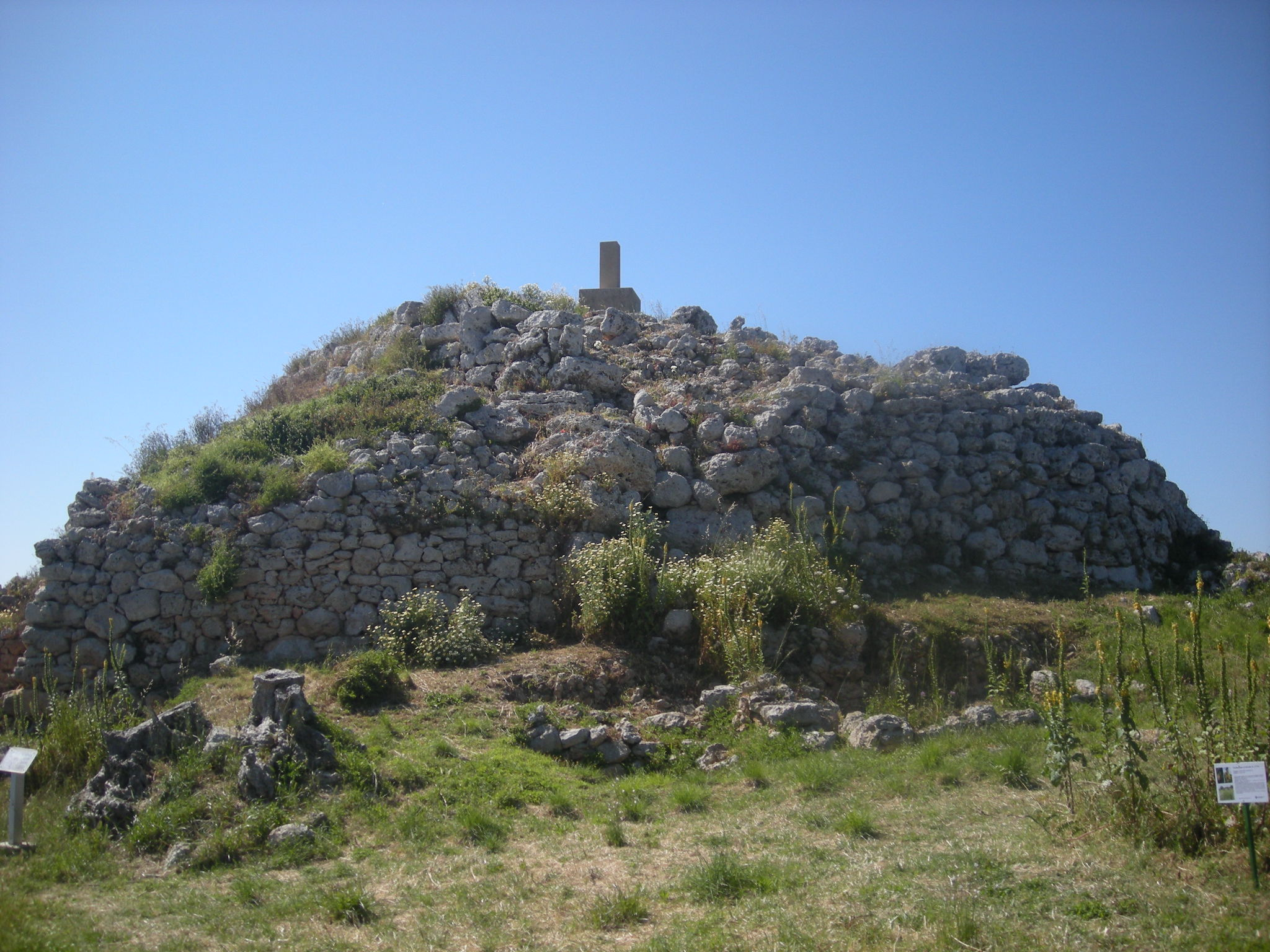
Posible talayot de So na Caçana

So na Caçana es un conjunto talayótico situado al lado de la carretera local que va desde Alayor hasta Cala’n Porter, en Menorca. Se encuentra situado a unos 6 km de Alayor, poco después del poblado talayótico de Torralba den Salord. Recibe el nombre del lugar de So na Caçana, la finca agrícola más cercana y a la cual pertenecen los terrenos del yacimiento. Un equipo de arqueólogos vinculados al Museo de Menorca realizaron allí una excavaciones arqueológicas entre los años 1982 y 1987.
Es uno de los 32 yacimientos prehistóricos menorquines que se presentan a la candidatura de la Menorca Talayótica como patrimonio de la humanidad ante la UNESCO.

## Descripción
En el asentamiento de So Na Caçana se pueden observar restos de unos diez edificios prehistóricos, entre los cuales destacan dos construcciones interpretadas como santuarios, que recuerdan a un recinto de taula, un tipo de talayot cuadrado con fachada cóncava y ábside y algunas posibles casas talayóticas, además de un hipogeo. 

## Cronología
Parece que el hipogeo, que se halla debajo un de los edificios, se excavó hacia el 1500  a. C., en época pretalayótica. El santuario perdió su función religiosa cerca del 200 a. C., aunque posteriormente el lugar sería reutilizado como lugar de hábitat hasta el siglo IV. Las dataciones radiocarbónicas que se han levado a cabo, sobre muestras de carbón provenientes de los edificios excavados, han dado dataciones que se sitúan en el siglo IX a. C.

## Interpretación
Lluís Plantalamor, que dirigió las excavaciones arqueológicas en este yacimiento durante los años ochenta del siglo XX, propuso que este asentamiento podría constituir un centro religioso, vinculado a los centros de población de esta parte de la isla